# Yokosuka MXY7
Yokosuka MXY7 Ohka (яп. 櫻花, Ōka, «Квітка сакури») — японський крилатий літак з ракетним двигуном спеціального призначення завершального етапу Другої світової війни. Призначався для атак ворожих кораблів після від'єднання від літака-носія пілотом-камікадзе.

## Історія
З осені 1944 Імперський флот Японії втратив здатність протистояти військовому флоту США, його ударним авіаносним з'єднанням. Було зрозуміло, що стандартна стратегія війни не зможе відвернути поразку, тому розглядалися будь-які ідеї. Почалась розробка літальних апаратів, здатних одним попаданням вивести з ладу великі кораблі ворога. 
Ще літом 1944 року енсин Міцуо Охта, який служив пілотом в 405 авіазагоні, запропонував ідею літака-камікадзе з ракетним двигуном. З допомогою інженерів з авіаційного інституту Токійського університету до серпня 1944 року було здійснено попередній дизайн літака, який було передано на перший флотський арсенал в місті Йокосука. Командування підхопило ідею Міцуо Охта, і повноцінна розробка була доручена команді інженерів під керівництвом Масао Ямана, Таданао Міцугі та Рокуро Хатторі. В результаті був розроблений літак з дерев'яним каркасом, у носовій частині якого містилось 1200 кг амоналу, а у задній — три ракетні двигуни, що могли включатись одночасно або почергово. Він не мав шасі, оскільки його доставляли до цілі літаком носієм (Mitsubishi G4M або Yokosuka P1Y). Після від'єднання від носія пілот-камікадзе наводив його на ціль у режимі планера, після чого включав ракетний двигун. Дизайн був максимально простим, для можливості виготовлення непідготовленим персоналом.

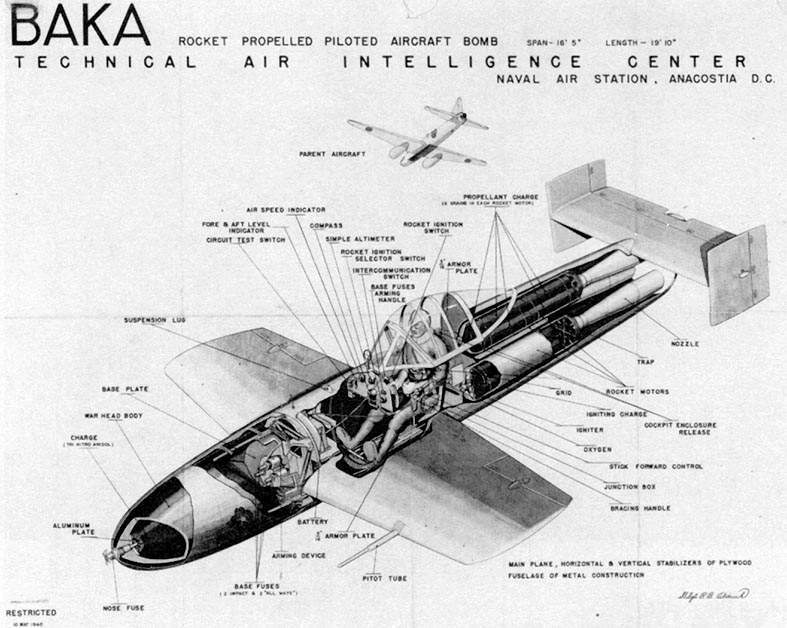
Схема Yokosuka MXY7 Ohka

Дизайн і виготовлення нового літального апарата просувались дуже швидко, і в кінці вересня 1944 року було виготовлено десять літаків. Машину відразу було прийнято на озброєння під позначенням MXY7 Охка модель 11. Дана модель оснащувалась трьома ракетними двигунами «Тип 4 модель 20» загальною тягою 800 кгс з часом роботи 8-10 секунд. Літаком носієм було вибрано G4M2e Модель 24J спеціально модифікований для цих цілей.
Перші випробування планерів відбулись в жовтні 1944 року, а через місяць було проведено тестові польоти з двигунами. На висоті в 3500 метрів Охка могла досягати швидкості 460 км/год без використання двигунів, або 650 км/год з використанням двигунів. Тому ще до завершення повного циклу випробувань командування наказало розпочати виробництво і до березня 1945 року було виготовлено 755 Охка модель 11. У квітні виробництво цієї моделі було скорочено, оскільки літак носій G4M2e був надто вразливим для ворожої авіації і Охка модель 11 не встигала долетіти до цілі. 
Новим носієм мав стати набагато швидший бомбардувальник Yokosuka P1Y, але він не міг переносити доволі велику модель 11, тому почалась розробка меншої ракети Охка модель 22. Маса вибухівки була зменшена до 600 кг, також зменшені розміри. Для збільшення дальності польоту, а отже і ефективності, ракетні двигуни було замінено на реактивний двигун Tsu-11. У липні 1945 року було проведено тестові випробування, але допоміжні ракетні двигуни під крилами не спрацювали, в результаті чого літак ввійшов в звалювання з якого його не вдалось витягти. На першому флотському арсеналі було виготовлено 50 екземплярів, але перенести виготовлення на авіаційні фірми не вдалось. Планувалось зробити систему підземних фабрик з виготовлення ракет, але їх так і не було завершено до закінчення війни.
Для навчальних потреб було виготовлено 45 літаків без двигуна і з водним баластом замість вибухівки. На останній стадії польоту баласт скидався, і літак міг приземлитись на відкидні лижі. Дана модифікація отримала позначення Охка K-1.
Розробка нових моделей продовжувалась до кінця війни. Охка модель 33 була збільшеною версією 22-ї моделі, з турбореактивним двигуном Ishikawajima Ne-20 і 800 кілограмами вибухівки. Її мав нести новий бомбардувальник G8N1 «Рензан», але останній так і не було завершено, і програму розробки рекети теж було згорнено. Охка модель 43A загалом повторювала 33 модель, але мала запускатись з підводних човнів, і тому мала складні крила. Охка модель 43B призначалась для захисту японських островів і мала запускатись з катапульти в прихованих печерах. Останній проєкт не було завершено, але на його основі було побудовано двомісну навчальну модель Охка модель 43 K-1 KAI «Ваказакура» («Молода вишня»), в якій друга кабіна розміщувалась на місці вибухівки. Також було додано закрилки та лижі для приземлення, один ракетний двигун «Тип 4 модель 20» допомагав моделювати реальну поведінку ракети.

## Тактико-технічні характеристики

Проєкції MXY7 модель 22

|                            | MXY7 модель 11              | MXY7 модель 22              | MXY7 модель 43B             |
| -------------------------- | --------------------------- | --------------------------- | --------------------------- |
| Екіпаж                     | 1 особа                     | 1 особа                     | 1 особа                     |
| Довжина                    | 6.07 м                      | 6.88 м                      | 8.16 м                      |
| Висота                     | 1.16 м                      | 1.15 м                      | 1.15 м                      |
| Розмах крил                | 5.12 м                      | 4.12 м                      | 9 м                         |
| Площа крил                 | 6 м²                        | 4 м²                        | 13 м²                       |
| Маса пустого               | 440 кг                      | 545 кг                      | 1 150 кг                    |
| Маса спорядженого          | 2 140 кг                    | 1 450 кг                    | 2 270 кг                    |
| Навантаження на крило      | 356.7 кг/м²                 | 262.5 кг/м²                 | 174.6 кг/м²                 |
| Двигуни                    | 3 × Тип 4 Марк 1 Модель 20  | Tsu-11                      | Ne-20                       |
| Потужність                 | 800 кгс                     | 200 кгс                     | 475 кгс                     |
| Максимальна швидкість      | 650 км/г (на висоті 3500 м) | 450 км/г (на висоті 4000 м) | 555 км/г (на висоті 4000 м) |
| Максимальна швидкість піке | 930 км/г                    | -                           | -                           |
| Дальність                  | 37 км                       | 130 км                      | 2800 км                     |
| Бомбове навантаження       | 1 200 кг                    | 600 кг                      | 800 кг                      |

## Модифікації

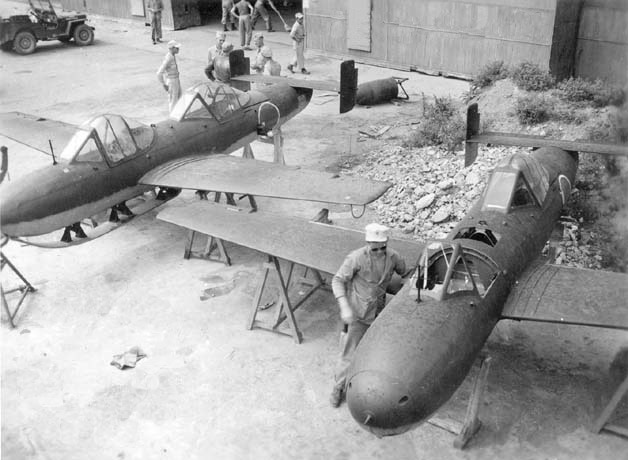
Двомісні тренувальні Yokosuka MXY7 Охка модель 43 K-1 KAI

- Yokosuka MXY7 Охка модель 11 (755 екземплярів)
- Yokosuka MXY7 Охка K-1 — навчальний варіант з водним балансом (45 екземплярів)
- Yokosuka MXY7 Охка модель 22 — зменшений варіант для Yokosuka P1Y (50 екземплярів)
- Yokosuka MXY7 Охка модель 21 — варіант з фюзеляжем 11-ї моделі і двигуном 22-ї (проєкт)
- Yokosuka MXY7 Охка модель 33 — варіант з двигуном Ne-20 і 800 кг бомбового навантаження (проєкт)
- Yokosuka MXY7 Охка модель 43A — варіант для запуску з підводних човнів (проєкт)
- Yokosuka MXY7 Охка модель 43B — варіант для запуску з суші (проєкт)
- Yokosuka MXY7 Охка модель 43 K-1 KAI — двомісний навчальний варіант (2 екземпляри)
- Yokosuka MXY7 Охка модель 53 — варіант з двигуном Ne-20який мав летіти на буксирі за літаком-носієм (проєкт)

## Застосування

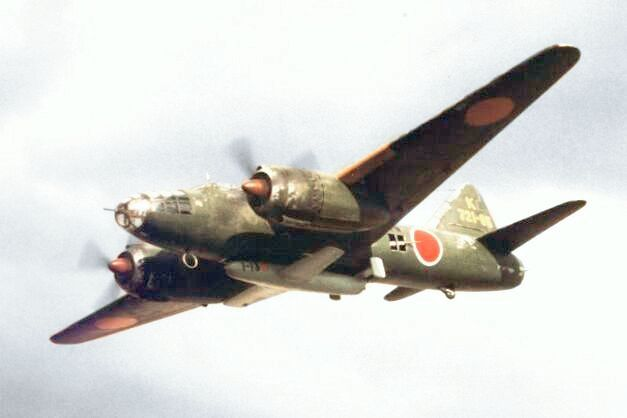
Літак-носій Mitsubishi G4M2E з Yokosuka MXY7

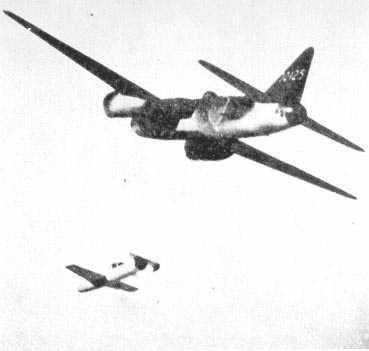
Відокремлення Ohka від літака-носія

У листопаді 1944 при спробі транспортувати на Окінаву Ohka були затоплені підводними човнами США авіаносці Унрю (30 MXY7), Сінано, на якому крім MXY7 загинули немало пілотів-камікадзе. 1 квітня 1945 року 6 Yokosuka MXY7 атакували кораблі США біля Окінави. Один з них вдарив у башту з 406-мм бронею лінкора USS West Virginia, завдавши ушкоджень середнього рівня. 12 квітня відбулась нова атака 9-ма MXY7. Після попадання есмінець USS Mannert L. Abele розламався надвоє і затонув. Носову частину понад ватерлінією есмінця USS Stanly наскрізь пробив MXY7 і вибухнув за площиною корабля, інший MXY7 збив його кормовий прапор і впав у воду (можливо, камікадзе був вбитий зенітним вогнем). 14 квітня флот атакувало 7 літаків-ракет, 16 квітня шість, 28 квітня чотири. Жодний із них не досяг цілі. Для захисту від Yokosuka MXY7 Ohka навколо великих кораблів флоту утворювали кільце з кораблів з потужних зенітним озброєнням. Оскільки кораблі США були обладнані радарами, то тихохідний літак-носій було нескладно виявити і знищити винищувачам з авіаносців.
4 травня атакували флот 7 Ohka, з яких один потрапив у місток тральщика USS Shea. 11 травня один з 4 Ohka вразив есмінець USS Hugh W. Hadley, який не затонув, але не підлягав відновленню. 25 травня 11 Ohka, 22 червня 6 Ohka безуспішно атакували флот.